# Werner D’Inka

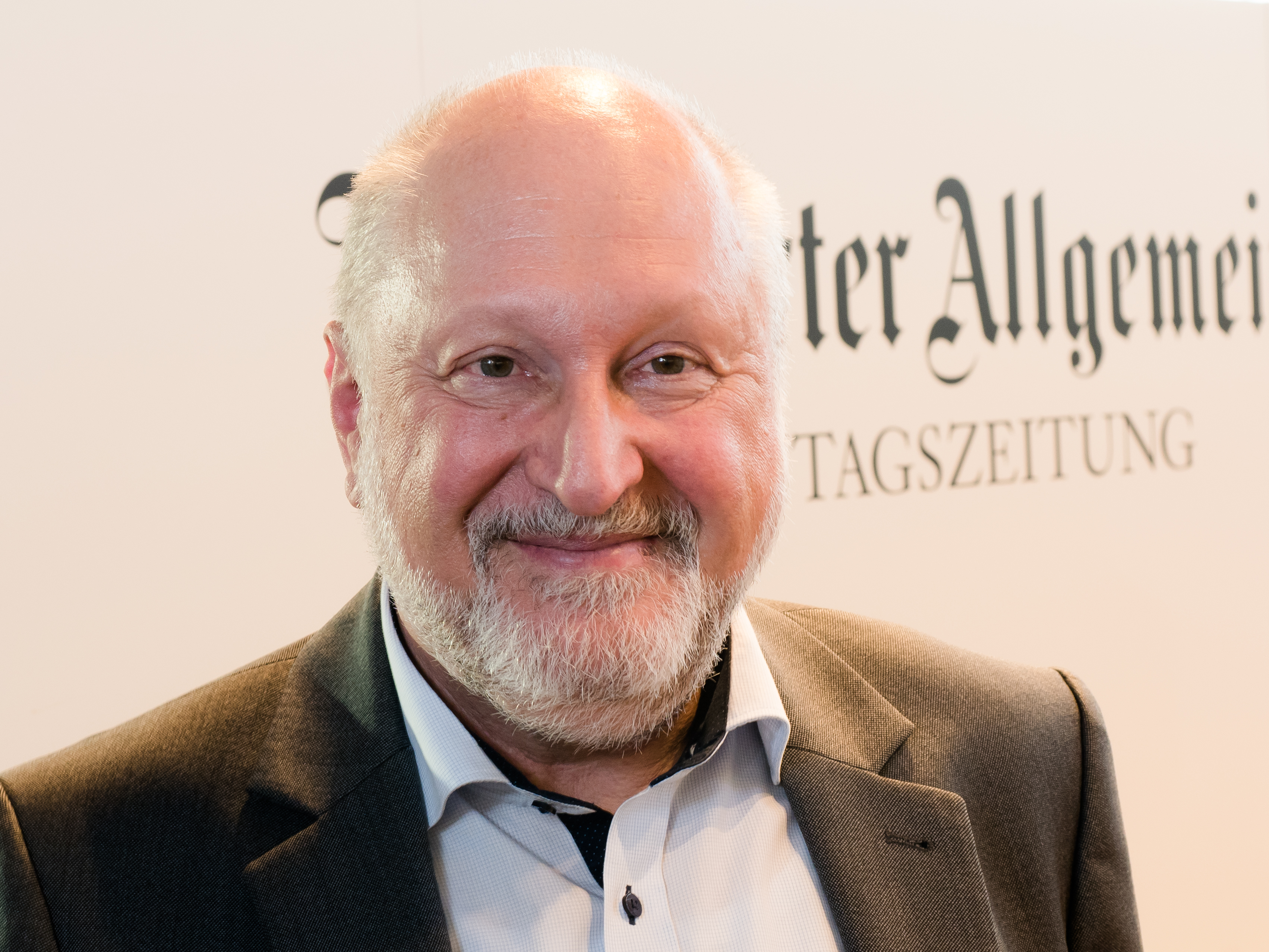
Werner D’Inka (2017)

Werner D’Inka (* 16. November 1954 in Freiburg im Breisgau) ist ein deutscher Journalist und ehemaliger Herausgeber der Frankfurter Allgemeinen Zeitung.

## Leben und Wirken
Werner D’Inka wuchs im Markgräflerland auf und erlangte sein Abitur 1974 am Hans-Thoma-Gymnasium in Lörrach. D’Inka studierte Publizistik, Politik und Geschichte an den Universitäten Mainz und Berlin.
1980 begann er bei der Frankfurter Allgemeinen Zeitung zunächst im Ressort Tele-F.A.Z. Im Jahr 1991 wurde er dort Chef vom Dienst. Im März 2005 trat D’Inka die Nachfolge von Dieter Eckart als Mitherausgeber neben Günther Nonnenmacher, Frank Schirrmacher, Berthold Kohler und Holger Steltzner an und war vor allem zuständig für den Regionalteil.
Am 28. Januar 2020 gab die F.A.Z. bekannt, dass D‘Inka Ende März in den Ruhestand gehen wird. Als sein Nachfolger als Herausgeber der Frankfurter Allgemeinen Zeitung wurde Carsten Knop ernannt.
Er ist seit 2021 Vorsitzender des Vorstands der Gesellschaft der Freunde und Förderer des Jüdischen Museums in Frankfurt.
D’Inka ist Professor für den Lehrstuhl Redaktionsmanagement an der Universität der Künste Berlin und lehrt dort außerdem am Weiterbildungs-Studiengang Kulturjournalismus. Er übernimmt regelmäßig Lehraufträge an den Universitäten Gießen und Siegen.

## Ehrungen
- 2016: Hessischer Journalistenpreis, „Preis für das bisherige Lebenswerk“[4]
- 2021: Verdienstkreuz 1. Klasse